# Герасимов, Анатолий Алексеевич
Анато́лий Алексе́евич Гера́симов (22 апреля 1922, Мoкеевское, Рыбинская губерния — 1 октября 2002, Рыбинск, Ярославская область) — директор Волжского машиностроительного завода, Герой Социалистического Труда (1981).

## Биография
Родился 22 апреля 1922 года в деревне Мокеевское (ныне — Волжского сельского поселения Рыбинского района Ярославской области) в крестьянской семье. В начале 1931 года с родителями переехал в город Рыбинск. Здесь окончил 8 классов. В 1939 году, после смерти отца, вынужден был пойти работать. Он остался старшим в семье и должен был помогать матери поднимать сестру и двух младших братьев.
Трудовую деятельность начал на моторостроительном заводе № 26 имени Павлова в городе Рыбинске, сначала шлифовщиком, затем — контролёром. Потом уже стал работать сборщиком, одновременно продолжая учёбу в вечерней школе, 10 классов которой окончил в 1941 году. К 1941 году был уже бригадиром контролёров.
С началом Великой Отечественной войны был зачислен в формирующуюся Ярославскую коммунистическую дивизию, но до фронта не доехал. Как специалист был отозван на завод. В октябре 1941 года был эвакуирован вместе с другими рабочими и оборудованием на восток, в город Уфу. Здесь продолжал работать бригадиром, мастером, старшим контрольным мастером. Участвовал в организации серийного производства авиационных двигателей для боевых самолетов.
В 1945 году вернулся в Рыбинск, на восстанавливаемый после войны моторостроительный завод. В самые сложные периоды, связанные с восстановлением производства и выпуском новых видов продукции, А. А. Герасимов находился на ответственных постах. Работал начальником бюро технического контроля, заместителем начальника цеха, начальником ряда цехов, в 1958—1960 годах — заместителем начальника производства завода. Участвовал в организации серийного производства новых авиационных двигателей конструкции А. Д. Швецова АШ-62ИР, АШ-73ТК. Без отрыва от производства в 1949 году окончил Рыбинский авиационный техникум, в 1961 году — Рыбинский авиационный институт. За время работы на моторостроительном заводе прошел десять цехов.
В 1960 году по рекомендации Ярославского обкома партии назначен директором Волжского машиностроительного завода, который в ту пору представлял небольшие механические мастерские бывшего Волгостроя. Коллектив ВМЗ, возглавляемый А. А. Герасимовым, в сжатые сроки освоил выпуск широкого спектра машиностроительной продукции и спецтехники для аэрокосмической и радиохимической отраслей, оборудования для атомных станций. В условиях реконструкции и интенсивного наращивания производственных мощностей коллектив предприятия постоянно обеспечивал досрочное выполнение годовых и пятилетних планов, ежегодно осваивая до 80 — 100 новых изделий.
В 1965 году завод был включён в состав Министерства среднего машиностроения и дальнейшее развитие завода как машиностроительного предприятия, специализирующегося на выпуске трубопроводной арматуры, нестандартизированного (иногда уникального) оборудования для предприятий и научных центров отрасли, а также для российских атомных электростанций. В 1974 году завод был награждён орденом «Знак Почёта».
На оборудовании, выпускаемом предприятием, впервые в стране был проведён в наземных условиях ряд научно-исследовательских экспериментов по жизнеобеспечению человека в условиях космоса. Коллектив завода участвовал в изготовлении оборудования для запуска космических аппаратов, направляемых к комете Галлея. Кроме спецоборудования, на заводе выпускалась продукция для гражданских отраслей. Был освоен серийный выпуск линий для производства творога.
А. А. Герасимов руководил предприятием 30 лет, до выхода на пенсию в 1990 году. Объём производства за эти годы завод увеличил в 18 раз. На месте старых мастерских было построено около 20 современных промышленных объектов со всеми необходимыми бытовыми и вспомогательными помещениями. Находясь на пенсии, А. А. Герасимов продолжал работать на заводе, в начале 1990-х возглавлял центральную научно-исследовательскую лабораторию.
Жил в городе Рыбинске. Умер 1 октября 2002 года.

## Награды
- Указом Президиума Верховного Совета СССР от 10 марта 1981 года Герасимову Анатолию Алексеевичу присвоено звание Героя Социалистического труда с вручением ордена Ленина и золотой медали «Серп и Молот»
- Награждён еще одним орденом Ленина, орденом Октябрьской Революции, двумя орденами Трудового Красного Знамени и орденом Дружбы народов, а также медалями.
- Почётный гражданин города Рыбинска.

## Память
22 апреля 2012 года в день 90 летия со дня рождения Анатолия Герасимова, состоялась закладка мемориальной капсулы с биографией почётного гражданина Рыбинска в постамент будущего памятника в микрорайоне Волжский. 7 июля 2012 года, в день празднования Дня посёлка Волжский состоялось открытие памятника почётному гражданину Рыбинска основателю посёлка, посвятившему всю свою трудовую жизнь людям, проживающим в Волжском. При этом благоустроена обширная прилегающая территория. В будущем проект предусматривает мощение тротуарной плиткой монументальной зоны у памятника площадью 2300 квадратных метров, развитие зелёной зоны площадью более 3000 квадратных метров и выделение детской игровой зоны. При этом сложившийся годами маршрут движения заводчан к проходным не изменится, только по пути на работу людей будет вдохновлять на трудовые свершения бронзовый Герасимов. 23 апреля глава города сообщил о присвоении имени Анатолия Герасимова будущей площади и средней школе № 17, в профессионально-техническом лицее № 38 открыт музей имени А. А. Герасимова. В Рыбинске проводится ежегодный Всероссийский турнир по самбо памяти А. А. Герасимова. Решением Муниципального совета города Рыбинска переименована остановка общественного транспорта, а также площадь с находящимся на ней бюстом в площадь им. Герасимова.
Также Герасимову установлена мемориальная доска на доме 137 по Крестовой улице (в советское время — проспект Ленина), где он жил с 1956 по 2002 год.